# Berlin Falls
Berlin Falls – wodospad na rzece Sabine River w Mpumalandze, w Południowej Afryce. Ogólna wysokość wodospadu wynosi 80 m. Położony jest niedaleko punktu widokowego God's Window i najwyższego wodospadu prowincji Mpumalanga – Lisbon Falls. Chociaż jego wysokość jest mniejsza od 1/10 wysokości najwyższego wodospadu Południowej Afryki, Tugeli, jest jednak niezwykle piękny. Wodospad Berlin Falls stanowiący część Kanionu Blyde River na Trasie Panoramicznej, jest jednym z kilku wodospadów, położonych w regionie Sabie. Są to Horseshoe Falls, Lone Creek Falls, Bridal Veil Falls, Mac-Mac Falls i najwyższy w Mpumalandze, Lisbon Falls, o wysokości 90 m.
Berlin Falls spływa kaskadą ze środka pionowego klifu o wysokości 80 m. Kształt wodospadu jest porównywany do gigantycznej świecy. Wąski, naturalny kanał u szczytu wodospadu tworzy „knot”, a gdy woda zaczyna na jego końcu spadać, strumień wody rozszerza się, tworząc zasadniczą część świecy, która następnie rozbija się w kotle eworsyjnym, otoczonym rdzawo–czerwonymi urwiskami. 
Berlin Falls otrzymał swą nazwę od niemieckich górników, którzy zaryzykowali podróż do Południowej Afryki w czasie gorączki złota i nazywali każdy wodospad w okolicy nazwami swych rodzinnych miast lub krain ze swoich ojczyzn. 
Turyści odwiedzający Berlin Falls mogą zwiedzać okolicę pieszo, urządzić piknik koło wodospadu, a nawet popływać w kotle eworsyjnym u jego podnóża. Powinni też zwrócić uwagę na rosnącego tu srebrnika Protea laetans, który jest tutejszym endemitem. Miłośnicy ptaków mogą spotkać w tej części urwiska Mpumalanga liczne ich gatunki. Zalecane jest posiadanie lornetki i książek do identyfikacji ptaków.